# Sistema dissipativo
Um sistema dissipativo é um sistema aberto termodinamicamente o qual opera fora, e muitas vezes distante do equilíbrio termodinâmico em um ambiente com o qual troca energia e matéria.
Uma estrutura dissipativa é um sistema dissipativo que tem um regime dinâmico que está em algum sentido em um estado estacionário reproduzível. Este estado estacionário reproduzível pode ser alcançado pela evolução natural do sistema, ou por artifício humano, ou por uma combinação destes dois.